# 862 TCN
862 TCN là một năm trong lịch La Mã.